# Раздолная
Раздолная (до 1972 г. Суйфун, на китайски: 绥芬河, Суйфен-Хъ) е река в южната част на Приморския край на Русия, водеща своето начало в Китай след сливането на реките Сяосуйфенхъ (169 km) и Дасуйфенхъ (148 km).
Реката е с дължина 245 km (от извора на Сяосуйфенхъ – 414 km). По-голямата част от нея протича в Русия – 191 км. Площта на водния ѝ басейн е 16 830 km² (в Русия – 6820 km²).
Река Раздолная има следните притоци: Гранитная (99 km), Крестянка (46 km), Славянка (67 km), Борисовка (86 km), Вторая Речка (41 km), Раковка (76 km).
Протичайки през Манджурия реката преминава през планински местности. След като навлезе в Русия обаче релефът се изменя и постепенно придобива равнинен характер. Дълбочината ѝ варира от 0,5 до 5 m. Скоростта на течението е до 1,5 m/s. Преоблаващата ѝ ширина е 100 – 150 m.